# Onuris
Onuris là chi thực vật có hoa trong họ Cải.